# Districtul Mueang Chan
Mueang Chan (în thailandeză เมืองจันทร์) este un district (Amphoe) din provincia Sisaket, Thailanda, cu o populație de 17.861 de locuitori și o suprafață de 95,830 km².

## Componență
Districtul este subdivizat în 3 subdistricte (tambon), care sunt subdivizate în 52 de sate (muban).
| Nr. | Nume        | În thailandeză | Sate | Locuitori |  |
| --- | ----------- | -------------- | ---- | --------- |  |
| 1.  | Mueang Chan | เมืองจันทร์       | 25   | 7,702     |  |
| 2.  | Thakon      | ตาโกน          | 15   | 6,133     |  |
| 3.  | Nong Yai    | หนองใหญ่        | 12   | 4,026     |  |